# Heliornítids
La família dels heliornítids (Heliornithidae) són un petit grup de d'ocells tropicals que tenen els dits lobulats com les fotges i els cabussets. La família la component tres gèneres monoespecífics.

## Morfologia
- Aquests animals semblen rasclons. Tenen colls llargs, cossos prims.
- Cues amples i becs apuntats i punxeguts.
- Tenen una bona varietat de vocalitzacions però no les fan servir sovint.
- Les potes estan acolorides de colors brillants i, a diferència dels cabussets, es mouen àgilment per terra.

## Hàbitat
Es troben en una bona varietat d'hàbitats aquàtics tropicals, amb la condició que tinguin cobertura vegetal. Són molt reservats i sovint passen desapercebuts. Habiten des de rius costaners fins ràpids rierols de muntanya i grans masses aquàtiques d'aigües tranquil·les. També fan servir pantans, canyars, manglars i boscos. Són territorials, pot ser que tot l'any, però almenys en època de cria. Sembla que no fan migracions regulars, però hi ha moviments de dispersió i colonitzen de manera ràpida noves àrees d'hàbitats adients.

## Alimentació
Mengen una àmplia gamma d'aliments; els components més abundant de la dieta són diverses espècies d'insectes però també mol·luscs, crustacis, aranyes, granotes, peixos i algunes fulles i llavors. A diferència dels cabussets no es cabussen a la cerca d'aliments, si no que els capturen des de la superfície o des de la vora.

## Reproducció
- Les tres espècies solen criar després de la temporada de pluges, depenent el moment exacte del clima local. El comportament de cria d'Heliopais personata és gairebé desconegut.

Pateixen canvis físics en l'època de cria, diferents segons l'espècie. El comportament també és variat.
- El niu consisteix en tots els casos en tasses de pals, branques i canyes en la vegetació, per sobre de l'aigua. Molts aspectes de les seves biologies són encara desconeguts.

## Classificació
S'han descrit tres gèneres amb tres espècies:
- Heliopais, amb una espècie: heliornis asiàtic (H. personatus), de l'Índia i el Sud-est asiàtic.
- Heliornis, amb una espècie: heliornis americà (H. fulica), de la zona neotropical.
- Podica, amb una espècie: heliornis africà (P. senegalensis), d'Àfrica tropical